# Mimi Herold
Hermine „Mimi“ Herold geborene Schramm, auch bekannt als Egerländer Nachtigall (* 2. September 1925 in Plan, Tschechoslowakei; † 20. Juli 2015 in Aschaffenburg) war eine deutsche Volksmusiksängerin.

## Leben
Mimi Herold wurde am 2. September 1925 als Tochter des Kaufmanns Emmerich Schramm und dessen Frau Elisabeth in Plan bei Marienbad geboren und wuchs mit sechs Brüdern auf. Sie besuchte die Volks- und Bürgerschule in Plan und erhielt Geigen- und Klavierunterricht. Daneben brachte sie sich das Akkordeonspielen selbst bei. Nach der Vertreibung der Familie aufgrund der Beneš-Dekrete kam sie nach Wolnzach und ließ sich 1946 in Aschaffenburg nieder. Dort arbeitete sie in einer Schweinheimer Metzgerei. 1949 heiratete sie Franz Herold, der 2003 starb.
In den 1950er Jahren begann sie ihre Musikkarriere zunächst von 1953 bis 1956 mit Auftritten in ihrem eigenen Gasthaus. Sie absolvierte währenddessen ein Gesangsstudium. Mimi Herold trat nun als Sängerin volkstümlicher Musik in Erscheinung und spielte dazu Akkordeon. Anfang der 1960er Jahre veröffentlichte sie ihre erste Schallplatte. Während der 1960er bis 1980er Jahre absolvierte sie 100 bis 120 Konzerte jährlich und trat in Europa sowie in Nord- und Südamerika auf. Des Weiteren trat sie regelmäßig im Fernsehen auf, unter anderem in der Superhitparade der Volksmusik. 1981 und 1982 war sie Jahressiegerin der volkstümlichen Hitparade des Südwestfunks.
Auf dem Egerlandtag 2005 wurde ihr der Johannes-von-Tepl-Kulturpreis verliehen. Des Weiteren war sie Trägerin der Verdienstmedaille der Bundesrepublik. Den Spitznamen „Egerländer Nachtigall“ erhielt sie 1960 von Ernst Bartl, dem Bundesvorsteher des Vertriebenenverbands Egerländer Gmoi. Herold verstarb am 20. Juli 2015. Sie wurde auf dem Schweinheimer Friedhof beigesetzt.

## Diskografie (Auswahl)
- Mimi Herold Bild dir nichts ein, Single
- Mimi Herold und die Egerland Musikanten Hausen, Single (1972)
- Mimi Herold und Die Rudi Schmidt Kaiserwaldsinger & Orchester: Schön ist die Zeit, LP (1976)
- Mimi Herold „die Eghalanda Nachtigal“ mit ihrem Funk-Ensemble ‘s ist Feierabend, LP
- Die Egerländer Nachtigall Mimi Herold Liederreigen, LP (1983)
- Mimi Herold – Die Egerländer Nachtigall, LP
- Mimi Herold Ich bin a Eghalanda Moidl, LP (1986)
- Mimi Herold Bei Uns Im Böhmer-Land, LP (1989)
- Mimi Herold Schöne Stunden gibt es immer wieder, LP (1992)
- Mimi Herold Weihnachten steht vor der Tür LP (1992)
- Mimi Herold die Egerländer Nachtigall Wenn es Nacht wird an der Eger, LP (1995)

## Auszeichnungen
- 1958 Bundesehrennadel der Egerländer Gmoin
- 1960 Bundesehrenzeichen der Egerländer Gmoin
- 1970 Goldene Ehrennadel vom Heimatkreis Plan-Weseritz
- 1973 Silberne Ehrennadel vom Heimatkreis Tachau
- 1975 Ehrenurkunde für besondere Anerkennung vom Heimatkreis Plan-Weseritz
- 1977 Albert Sifter-Medaille
- 1980 Dankesurkunde der Sudetendeutschen Landesmannschaft
- 1981 Verdienstmedaille der Bundesrepublik Deutschland
- 1987 Dank- und Anerkennungsurkunde der Sudetendeutschen Landesmannschaft
- 1991 Ehrenzeichen der Sudetendeutschen Landesmannschaft für 40 Jahre Mitgliedschaft
- 1992 Ehrenurkunde, Ernennung zum Ehrenmitglied, Heimatkreis Plan-Weseritz
- 1995 Ehrenurkunde zu Ehrenbürgerin der Stadt Plan vom Heimatkreis Plan-Weseritz
- 1995 Ehrenurkunde Tierschutzverein Aschaffenburg
- 2005 Ehrenurkunde zum Ehrenmitglied von der Sektion Karlsbad
- 2005 Eintrag ins Goldene Buch der Stadt Aschaffenburg (anlässlich ihres 80. Geburtstages)
- 2005 Verleihung des Kulturpreises des Bundes von der Egerländer Gmoin
- 2011 Dank- und Anerkennungsurkunde der Sudetendeutschen Landesmannschaft für 60 Jahre Mitgliedschaft